# Знак президента Казахстана

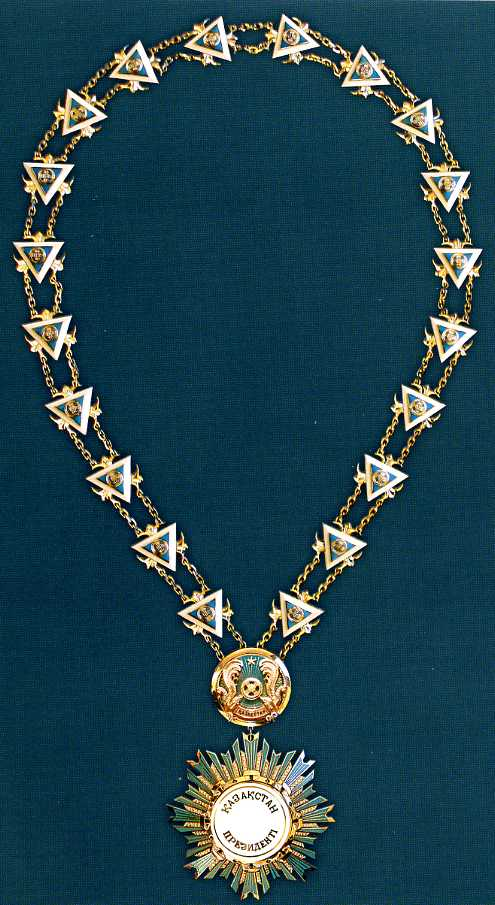
Знак Президента Казахстана

Нагрудный знак Президента Республики Казахстан — знак отличия президента Республики Казахстан. Местом постоянного хранения Знака президента определён Музей Первого Президента Республики Казахстан в городе Астана, где он выставлен на всеобщее обозрение в зале государственных наград, которыми награждён Нурсултан Назарбаев.

## Описание знака
Знак изготавливается из золота и платины.
Представляет собой многолучевую звезду, пучки которой формируют восьмигранник, покрытый эмалью голубого цвета, между лучами инструктация в виде мелких бриллиантов. В центре звезды медальон белой эмали, по окружности которого идёт надпись золотыми буквами: «ҚАЗАҚСТАН ПРЕЗИДЕНТІ». Медальон окружён золотой лентой.
Знак при помощи подвески в виде государственного герба Казахстана соединяется с цепью, состоящей из двадцати звеньев, соединённых между собой двойными цепочками. Звенья цепи представляют треугольные элементы эмали голубого цвета с белой окантовкой, в центре которых золотое изображение шанырака.

## Порядок использования
Нагрудный знак президента Республики Казахстан может надеваться по случаю государственных праздников, при военных парадах, приёмах официальных лиц иностранных государств и международных организаций, официальных приёмах от имени президента республики, открытии сессии парламента, вручении государственных наград, а также когда президент республики является почётным гостем или присутствует на торжественном вечере или концерте, даёт официальное телевизионное интервью, во время зарубежных визитов в соответствии с протоколом принимающей стороны.

## Знак первого президента
Для первого президента Республики Казахстан Нурсултана Назарбаева был изготовлен индивидуальный нагрудный знак, в центральном медальоне которого изображена витая монограмма «НН». Звенья цепи по кайме, кайма центрального звена вокруг герба инкрустированы мелкими бриллиантами. В знаке короткие промежутки между лучами также инкрустированы бриллиантами.